# Page (Nebraska)
Page es una villa ubicada en el condado de Holt en el estado estadounidense de Nebraska. En el Censo de 2010 tenía una población de 166 habitantes y una densidad poblacional de 262,68 personas por km².

## Geografía
Page se encuentra ubicada en las coordenadas 42°24′0″N 98°25′4″O / 42.40000, -98.41778. Según la Oficina del Censo de los Estados Unidos, Page tiene una superficie total de 0.63 km², de la cual 0.63 km² corresponden a tierra firme y (0%) 0 km² es agua.

## Demografía
Según el censo de 2010, había 166 personas residiendo en Page. La densidad de población era de 262,68 hab./km². De los 166 habitantes, Page estaba compuesto por el 98.19% blancos, el 0% eran afroamericanos, el 1.2% eran amerindios, el 0.6% eran asiáticos, el 0% eran isleños del Pacífico, el 0% eran de otras razas y el 0% pertenecían a dos o más razas. Del total de la población el 0% eran hispanos o latinos de cualquier raza.